# Liste der Bischöfe von Coimbra
Die folgenden Personen waren Bischöfe von Coimbra (Portugal):
- Lucencio (561, 572)
- Possidonio (589)
- Hermulfo oder Ermulfo (633)
- Renovato oder Renato (638)
- Sisiberto (653)
- Cantabro (666)
- Gomiro oder Miro (683, 688)
- Emila (693)
- Nausto (867, 912)
- Froarengo (905)
- Diogo (912–922)
- Pelagio I. (928, 931)
- Gondesindo (942, 944, 951)
- Viliulfo oder Vilulfo (968, 982)
- Pelagio II. (986)
- Alfons I. (1018)
- Patereno (1080–1087)
- Cresconio (1092–1098)
- Mauricio Burdino (1099–1108)
- Gonçalo Pais (1109–1128)
- Bernardo (1129–1146)
- João I. de Anaia (1148–1155)
- Miguel I. Pais Salomão (1158–1176)
- Bermudo (1178–1182)
- Martinho (I.) Gonçalves (1183–1190)
- Pedro I. Soares (1192–1232)
- Tibúrcio (1234–1248)
- Domingos (1247)
- Egas Fafes de Lanhoso (1248–1267)
- Mateus (1268–1275)
- Américo Ebrard (1279–1295)
- Pedro II. Martins (1296–1301)
- Fernando I. (1302–1303)
- Estêvão Anes Brochado (1304–1318)
- Raimundo Ebrard I. (1219–1324)
- Raimundo Ebrard II. (1325–1333)
- João II. des Prez (1334–1338)
- Jorge I. (1338–1357)
- Lourenço (1357–1358)
- Pedro III. Gomes Barroso (1358–1364)
- Vasco Fernandes (1364–1371) (auch Erzbischof von Toledo)
- Pedro IV. Tenório (1371–1378)
- João III. Cabeça-de-Vaca (1378–1384)
- Martinho II. Afonso de Miranda (1386–1398)
- João IV. Esteves da Azambuja (1398–1402)
- João V. Garcia Manique (1403–1407)
- Gil Almada (1408–1415)
- Fernando II. Coutinho (1419–1429)
- Álvaro I. Ferreira (1431–1444)
- Luís Coutinho (1444–1452)
- Afonso II. Nogueira (1453–1460)
- João VI. Galvão (1460–1481)
- Jorge II. de Almeida (1481–1543)
- João VII. Soares (1545–1572)
- Manuel I. de Menezes (1573–1578)
- Gaspar do Casal (1579–1584)
- Afonso III. de Castelo-Branco (1585–1615)
- Afonso IV. Furtado de Mendonça (1616–1618)
- Martim Afonso Mexia (1619–1623)
- João VIII. Manuel (1625–1633)
- Jorge III. de Melo (1636–1638)
- Joane Mendes de Távora (1638–1646)
- Manuel de Noronha (1670–1671)
- Álvaro II. de São Boaventura (1672–1683)
- João IX. de Melo (1684–1704)
- António Vasconcelos e Sousa (1706–1716)
- Miguel II. da Anunciação (1740–1779)
- Francisco I. Lemos de Faria Pereira Coutinho (1779–1822)
- Francisco II. de São Luís Saraiva (1822–1824) (auch Patriarch von Lissabon)
- Joaquim de Nossa Senhora da Nazaré (1824–1851)
- Manuel I. Bento Rodrigues da Silva (1851–1858) (danach Patriarch von Lissabon)
- José Manuel de Lemos (1858–1870)
- Manuel III. Correia de Bastos Pina (1872–1913)
- Manuel IV. Luís Coelho da Silva (1915–1936)
- António II. Antunes (1936–1948)
- Ernesto Sena de Oliveira (1948–1967)
- Francisco III. Fernandes Rendeiro (1967–1971)
- João X. António da Silva Saraiva (1971–1976)
- João XI. Alves (1976–2001)
- Albino Mamede Cleto (2001–2011)
- Virgílio do Nascimento Antunes (seit 2011)